# Hans-Peter Henning
Hans-Peter Henning (* 26. September 1960 in Mühlhausen/Thüringen) ist ein deutscher Schauspieler und Kinderbuchautor.

## Karriere
Anfang der 1980er Jahre stand Hans-Peter Henning als Student auf der studentischen Kabarettbühne in Gotha. Doch zunächst absolvierte er mehrere kaufmännische- und Verwaltungsberufe, in denen er auch viele Jahre erfolgreich arbeitete, bevor er im Jahre 2002 (vorerst nebenberuflich) zur Bühne an das Deutsche Nationaltheater Weimar kam. Dort spielte Henning u. a. in Brechts „Baal“ an der Seite von Ben Becker (Regie Thomas Thieme) sowie in dem Shakespeare-Drama „Margaretha.Eddi.Dirty Rich.“, wo er die Rolle des „Little Rich“ spielte (Regie: daselbst), bevor er seit dem Jahr 2006 den Beruf des Schauspielers bis heute freiberuflich ausübt.
Seither spielte er auch in mehreren Kino- und Fernsehfilmen mit sowie an mehreren Theatern und Kleinkunstbühnen. So verkörperte er z. B. in dem ZDF-Streifen „Der Teufel mit den drei goldenen Haaren“ im Jahr 2009 einen Räuber.
Im Jahr 2014 belegte Hans-Peter Henning noch einen Lehrgang im Fach „Theaterschauspiel“ am Institut für Schauspiel, Film- und Fernsehberufe (ISFF) in Berlin.
2017 veröffentlichte Hans-Peter Henning bei BoD (Books on Demand) sein erstes Kinderbilderbuch unter dem Titel Wie der kleine Peter seine Angst vor Hunden besiegte.

### Theater (Auswahl)
- DNT Weimar – Baal (2002/2003)
- DNT Weimar – Faust I (2003–2005)
- DNT Weimar – Margaretha.Eddi.Dirty Rich. (2005)
- Theaterhaus Jena – Die Dreigroschenoper (2006)
- DNT Weimar – Oper „Turandot“ nach Busoni (2009/2010)
- TheaterNative C-Kleine Komödie Cottbus „Der Watzmann ruft“ (2013/14 und 2016)
- TheaterNative C-Kleine Komödie Cottbus „Weihnachtschaos“ (2013–2015)
- TheaterNative C-Kleine Komödie Cottbus „Geschichten aus dem Wartesaal“-musikal.Revue (2014; 2016)

### Filmografie (Auswahl)
- 2016  Luther-eine Videoinstallation zum Reformationsjubiläum auf der Wartburg bei Eisenach (Nivre-Film Weimar)
- 2010: 1000 Könige (Regie: Bidzina Kanchaveli)[3]
- 2009: Der Teufel mit den drei goldenen Haaren (Regie: Hans-Günther Bücking)
- 2008: Mensch Kotschie (Regie: Norbert Baumgarten)